# Желювальний цукор
Желювальний цукор — харчовий продукт, який являє собою сахарозу у вигляді дрібних кристалів з добавкою пектину і лимонної кислоти.
Не містить консервантів та барвників. На смак дещо кисло-солодкий і має фруктовий аромат.
Цей цукор використовується при приготуванні фруктових джемів, желе, мармеладу та інших десертів за унікальною рецептурою — 1:1 (у рівних масових співвідношеннях подрібнених фруктів і цього цукру). Для приготування готової суміші достатньо всього 4 хв кип'ятіння. Це дозволяє зберегти корисні речовини, колір, запах тих фруктів і ягід, які використовуються для виготовлення готового продукту.
Застосовується також для виготовлення желеутворюючих виробів у хлібопекарській і кондитерській промисловості.
Пектин має радіопротекторні властивості, який сприяє виведенню із організму людини токсикантів і радіонуклідів. Лимонна кислота сприяє тривалому зберіганню виробів, виготовлених з додаванням желювального цукру.